# The Dukes of Hazzard (película)
The Dukes of Hazzard (en Hispanoamérica: Los Duques  de Hazzard, comercializada en España como: Dos Chalados y Muchas Curvas) es una película de Estados Unidos, dirigida por Jay Chandrasekhar en 2005, y protagonizada por Seann William Scott, James Roday, Willie Nelson, Jessica Simpson, Joe Don Baker, Burt Reynolds, Lynda Carter y Johnny Knoxville.
Jay Chandrasekhar (Super Maderos) dirige esta película protagonizada por Johnny Knoxville (Los amos de Dogtown, Jackass), Seann William Scott (Evolution, American Pie), James Roday (Repli-Kate, Psych) y, la también cantante, Jessica Simpson (El maestro del disfraz). Burt Reynolds (Raven) y Willie Nelson (leyenda del country) también tienen papel en esta producción sobre carreteras secundarias, licores, peleas y granjeras atractivas. La serie "The Dukes of Hazzard" se emitió en la televisión estadounidense a principios de los ochenta con gran éxito debido a su peculiar combinación de sabor sureño, acción y trepidantes persecuciones. Ahora la película ha sabido recoger ese sabor típicamente estadounidense.

## Sinopsis

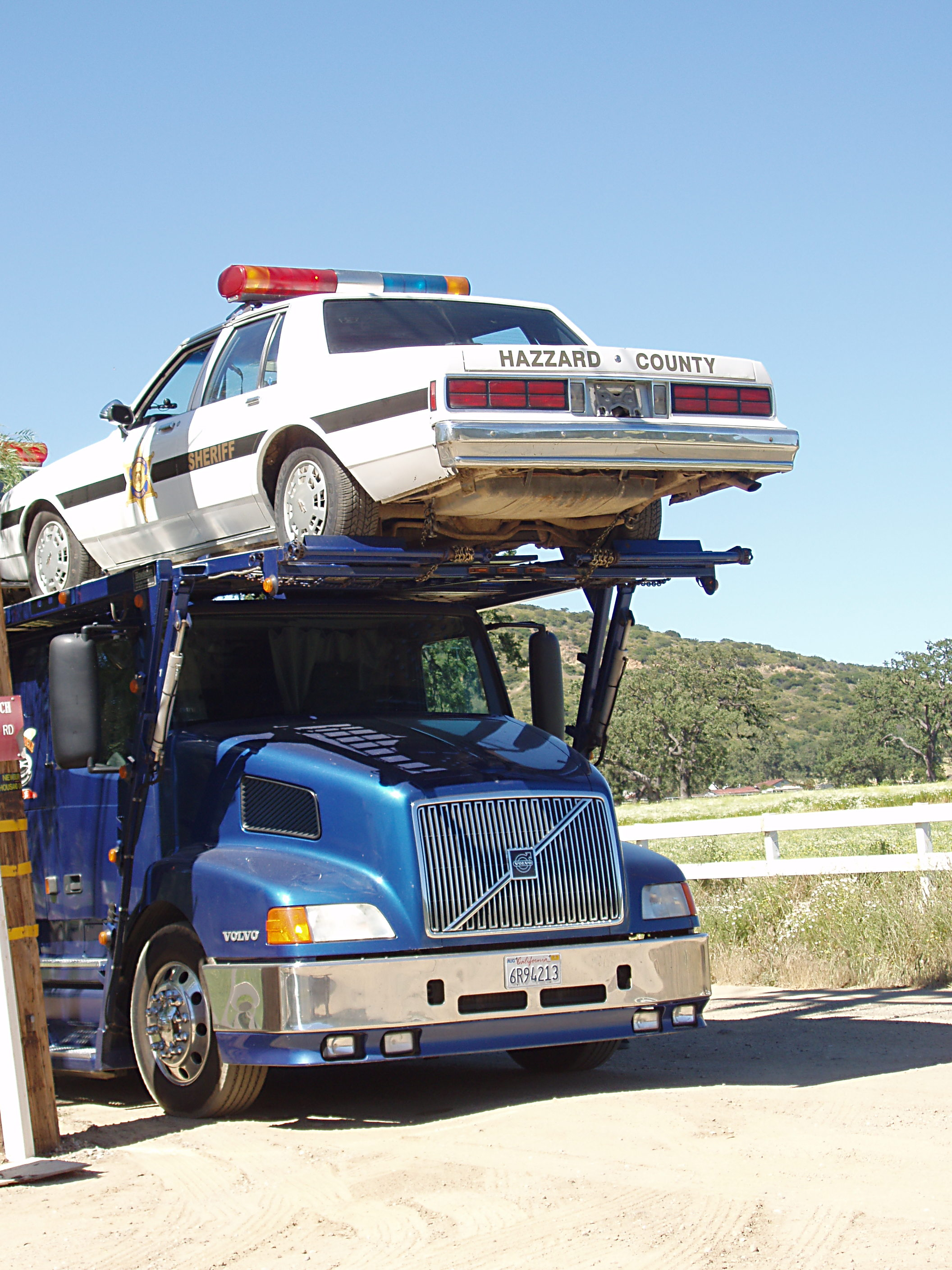
Carro del Sheriff en Thousand Oaks, California.

La familia Duke se dedica a la destilación ilegal de licor, que llega a los clientes gracias a los viajes a toda pastilla de los primos Bo y Luke. La prima Daisy trabaja en el Boar's Nest, el mejor bar del condado, y, aunque no lo parezca, es dura como una Duke. En esta ocasión, Bo, Luke y Daisy están en la carretera conduciendo a toda velocidad en un intento de proteger su ciudad, en la que el deshonesto comisionado Boss Hogg está confiscando tierras de forma ilegal.

## Reparto
- Seann William Scott como Beauregard «Bo» Duke.
- Johnny Knoxville como Lucas «Luke» Duke.
- Jessica Simpson como Daisy Duke.
- Burt Reynolds como Jefferson Davis «Boss JD» Hogg.
- Willie Nelson como El Tío Jesse Duke.
- David Koechner como Cooter Davenport.
- M. C. Gainey como Sheriff Rosco P. Coltrane.
- Lynda Carter como Pauline.
- James Roday como Billy Prickett.
- Michael Weston como Enos Sheriff Adjunto de Strate.
- Kevin Heffernan como Derek «Sheev» Sheevington.
- Nikki Griffin como Katie.
- Jacqui Maxwell como Annette.
- Alice Greczyn como Laurie Pullman.
- Junior Brown como El baladista (narrador).
- Rip Taylor como a sí mismo (cameo en blooper carrete en los créditos).

## Recepción

### Taquilla
La película fue número uno en la taquilla su primer fin de semana y recaudó 30.7 millones de dólares en 3785 pantallas. También tuvo un rango ajustado de dólares del número catorce de todos los tiempos para las versiones de agosto. La película finalmente consiguió recaudar 110.5 millones dólares en todo el mundo, aunque fue mucho menos exitoso financieramente en los EE. UU.

## Soundtrack
Jessica Simpson grabó su propia versión de «These Boots Are Made for Walkin'» (y agregó sus propias letras) para la banda sonora de la película. Realizado desde el punto de vista de su personaje en la película, fue lanzado como primer sencillo de la banda sonora en 2005. Esta canción se convirtió en el quinto top 20 de las lista musicales de Estados Unidos en Billboard de carrera de Jessica y su video musical tuvo cierta controversia debido a sus imágenes sexuales.